# Discococcus hopi
Discococcus hopi är en insektsart som beskrevs av Ferris 1953. Discococcus hopi ingår i släktet Discococcus och familjen ullsköldlöss. Inga underarter finns listade i Catalogue of Life.